# 毛茛莲花
毛茛莲花（学名：Metanemone ranunculoides）为毛茛科毛茛莲花属下的一个种。